# Glikeria Bogdánova-Chesnokova
Glikériya Vasílievna Bogdánova-Chesnokova o Glikériya Bogdánova (Глике́рия Васи́льевна Богда́нова-Чесноко́ва) (*5 de mayo de 1904 - † 17 de abril de 1983, Leningrado) fue una actriz cómica, bailarina y cantante soviética de gran popularidad, especialmente durante la Segunda Guerra Mundial por su dedicación a entretener las tropas durante el sitio de Leningrado. Fue ganadora del premio Artista del pueblo de la URSS en 1970.
Entre 1945 y 1983 actuó en operetas y como actriz de carácter en películas de la época.
Se casó con el actor Dmitri Vasilchikov y tuvo una hija, Lidia.
Serguéi Kapkov publicó una exhaustiva biografía en 2004 y Mijaíl Trofimov realizó una documental sobre su vida Bozhestvennaya Glikériya (2004)

## Filmografía
- 1974 Tsarevich Prosha
- 1971 Twelve Chairs
- 1968 Udar! Yeshcho udar!
- 1966 12 stulyev
- 1965 Verte mne, lyudi
- 1964 Krepostnaya aktrisa
- 1964 Zaychik
- 1963 Cain the XVIII
- 1958 Shofyor ponevole
- 1958 Mister Iks